# 霍羅多克 (羅夫諾區)
霍羅多克，或按俄语名译为戈羅多克，是烏克蘭西北部里夫内州里夫内区霍羅多克市鎮的村落及其行政中心。面積1.72平方公里，海拔高度178米，2001年人口2,719，人口密度每平方公里1,580.8人。